# Oreogeton mediocris
Oreogeton mediocris är en tvåvingeart som beskrevs av Collin 1933. Oreogeton mediocris ingår i släktet Oreogeton och familjen Oreogetonidae. Inga underarter finns listade i Catalogue of Life.